# 大蓮花榮譽勳章
大蓮花榮譽勳章（葡萄牙語：Medalha de honra de Grande Lótus）是澳門勳章、獎章和獎狀制度下的最高榮譽，表揚畢生為澳門作出重大貢獻的人士。

## 授勳名單
2001年
- 馬萬祺
- 唐星樵

2002年
- 柯正平

2003年
- 曹其真

2006年
- 崔德祺

2007年
- 何鴻燊
- 梁雪予[a]

2009年
- 李成俊
- 許世元

2010年
- 何厚鏵

2012年
- 劉光普

2013年
- 劉焯華

2020年
- 崔世安
- 鍾南山